# Nagyezsda Andrejevna Durova
Nagyezsda Andrejevna Durova,  (Szarapul, 1783. szeptember 17. – Jelabuga, 1866. április 2.) orosz huszártiszt, az 1812-es napóleoni háború részvevője; író. Az első nő az orosz tisztek sorában.
Tiszti családba született. Egyéves korában egy alkalommal, amikor megállíthatatlanul sírt, anyja (aki különben is fiúgyermeket akart) kihajította az ablakon. Huszárok mentették meg, akiknek aztán apja a gondjaikra bízta. Egy időben anyja ugyan magához vette és női szerepekre próbálta megtanítani, de ez már régen reménytelen volt.
Durova a bátyján keresztül megismerkedett Puskinnal, aki elolvasta és komolyan értékelte Durova memoárját, ami aztán 1836-ban a Szovremennyikben a költő bevezetőjével jelent meg. Egyéb műveit is kiadták, melyek népszerűek voltak a maguk korában. Durova írásainak egyik fő témája a női emancipáció problematikája volt.
Eldar Rjazanov 1962-ben bemutatott Huszárkisasszony (Гусарская баллада) című filmje Durova memoárján alapul.

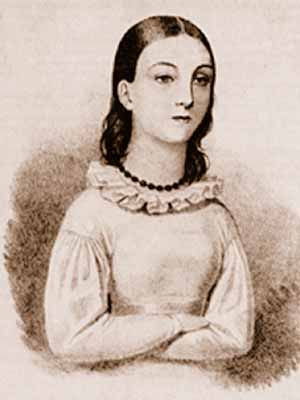
Civilben, ifjúkorában (1839)

## Fordítás
- Ez a szócikk részben vagy egészben  a(z)   Дурова, Надежда Андреевна című orosz Wikipédia-szócikk ezen változatának fordításán alapul.  Az eredeti cikk szerkesztőit annak laptörténete sorolja fel. Ez a jelzés csupán a megfogalmazás eredetét és a szerzői jogokat jelzi, nem szolgál a cikkben szereplő információk forrásmegjelöléseként.